# Sergej Pavlovič Djagilev
Sergej Pavlovič Djagilev, detto Serge (in russo Сергей Павлович Дягилев?; Selišči, 19 marzo 1872 – Lido di Venezia, 19 agosto 1929), è stato un impresario teatrale e direttore artistico russo.
Organizzatore e direttore artistico di spettacoli di danza, è celebre soprattutto per aver fondato la compagnia dei Balletti russi (Ballets Russes) da cui hanno preso il via le carriere artistiche di molti ballerini e coreografi, nonché quella del compositore russo Igor' Stravinskij. La sua capacità nello scoprire talenti, il gusto raffinato e l'abilità nel riuscire a far collaborare artisti di diversi interessi  hanno fatto sì che il mondo del balletto riacquistasse una completezza e una serietà di cui si troveranno tracce fino ai giorni nostri.

## Biografia
Djagilev nacque a Selišči nell'allora governatorato di Novgorod. Proveniva da un contesto nobile e benestante; la famiglia era proprietaria di una distilleria gestita dal padre, Pavel, che era anche membro del reggimento delle Guardie a cavallo dello zar. I Djagilev risiedevano da generazioni in una grande casa nella città di Perm', dove organizzavano serate musicali in cui il padre si esibiva come tenore. La madre morì poco dopo la sua nascita e Sergej venne quindi cresciuto dalla seconda moglie del padre, Elena Valer'janovna Panaeva, donna di grande personalità, che giocherà un ruolo essenziale nella formazione intellettuale del figliastro. La famiglia di Elena era ben inserita nel mondo dell'arte: il padre gestiva un teatro a San Pietroburgo e la sorella era una cantante. Questi contatti si riveleranno per Djagilev molto utili in futuro. 
Trasferitosi nel 1890 a San Pietroburgo, si laureò in giurisprudenza nel 1896. In questi anni viaggiò per l'Europa con il cugino Dmitrij Filosofov, con l'obiettivo di visitare gli atelier dei più grandi artisti del periodo e arricchire la collezione d'arte personale. Fecero anche visita a Lev Tolstoj, rimanendone fortemente impressionati. 
Inizialmente lavorò in qualità di critico d'arte e consigliere artistico per i teatri Imperiali di San Pietroburgo, mantenendo così uno stretto rapporto con lo zar. Nel 1896, con lo pseudonimo "Il dilettante", pubblicò il suo primo resoconto di una mostra. Successivamente firmò gli articoli col suo vero nome; il primo fu "Un'esposizione di acquerelli". 
Strinse amicizia con gli scenografi Léon Bakst e Alexandre Benois, collaboratori della rivista progressista Mir iskusstva (Il mondo dell'arte) di cui fu co-fondatore. Nonostante la vicinanza allo zar, quando scoppiò la rivoluzione del 1905 si schierò con i rivoluzionari e appoggiò lo sciopero dei ballerini del Teatro Imperiale. 
Sempre nel 1905 organizzò a San Pietroburgo un'esposizione di ritratti russi e, l'anno successivo, un'importante mostra di arte russa al Petit Palais di Parigi, considerata la più grande e completa in Europa. Vi parteciparono molti artisti del tempo, da Aleksandr Nikolaevič Benois a Kostantin Somov ai più giovani Michail Fëdorovič Larionov e Natalia Gontcharova. 
Nel 1907 presentò cinque concerti di musica russa a Parigi e nel 1908 mise in scena una produzione del Boris Godunov con Fëdor Šaljapin all'Opéra di Parigi. L'organizzazione di esposizioni d'arte e di concerti di musica russa a Parigi segnò l'inizio di un lungo rapporto con la Francia.

## I Balletti russi

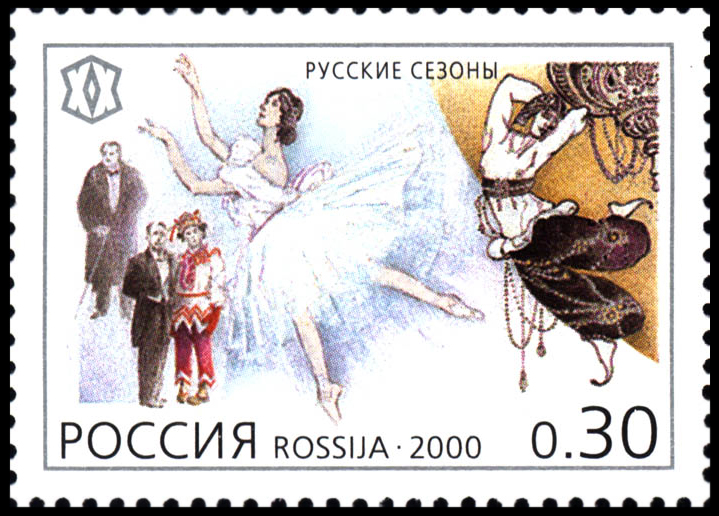
Francobollo commemorativo dei balletti russi

Nel 1909 a Parigi fondò la compagnia dei Ballets Russes. Léon Bakst fu il primo fedele collaboratore in qualità di scenografo.
Fin dai primi spettacoli, gli aspetti decorativi e visivi delle messe in scena risultarono estremamente curati. L'illustrazione ebbe un ruolo fondamentale anche nella rivista Mir Iskusstva (Mondo dell'arte) diretta da Djaghilev, che viene perciò definito "antiliterary man" (uomo antiletterario) dal musicologo Richard Taruskin.
Il primo balletto che diede grande fama alla compagnia fu Danses Polovtsiennes, tratto dal Il principe Igor' di Borodin, messo in scena il 19 maggio 1909 al Théâtre du Châtelet di Parigi con Sof'ja Vasil'evna Fëdorova e Adolph Bolm come interpreti. Per l'occasione Djagilev incaricò Michel Fokine di revisionare la coreografia originale.
Fecero parte della compagnia i migliori giovani ballerini russi, quasi tutti provenienti dal Teatro Mariinskij; tra questi Anna Pavlova e Vaclav Nižinskij che si esibirono per la prima volta con i Balletti russi nel 1909.
Dopo la rivoluzione russa del 1917 Djagilev si trasferì definitivamente a Parigi. Nel corso degli anni venti presentò balletti e opere teatrali ispirati alle favole e al folclore russo, con la collaborazione, tra gli altri, di Nikoláj Grigor'evič Sergéev. Con i Ballets Russes nacque la consuetudine di russificare i nomi degli artisti e degli impresari teatrali.
Il suo rivale fu lo svedese Rolf de Maré, che ebbe successi economici maggiori con la compagnia dei Ballets Suédois.

### I compositori
Commissionò musica da balletto a compositori quali Claude Debussy (Jeux, 1913), Maurice Ravel (Daphnis et Chloé, 1912), Erik Satie (Parade, 1917), Richard Strauss (Josephslegende, 1914), Sergej Prokof'ev (Le chout, 1921), Ottorino Respighi (La boutique fantasque, 1918), Francis Poulenc (Les Biches, 1923), Manuel de Falla (Il cappello a tre punte, 1919) e altri ancora. 
La collaborazione più importante fu però quella con Igor' Stravinskij di cui ascoltò ai Concerti Ziloti del 1909 i primi lavori per orchestra, Feu d'artifice e Scherzo Fantastique, rimanendone impressionato al punto di chiedergli di arrangiare alcuni brani di Fryderyk Chopin per i Balletti russi. Nel 1910 gli commissionò la prima partitura originale per il balletto L'uccello di fuoco. Seguirono  Petruška (1911) e La sagra della primavera (1913); i due lavoreranno insieme anche per Pulcinella (1920), Mavra (1922), Les noces (1923).

### Collaborazioni artistiche
Estremamente interessato alle avanguardie artistiche e al modernismo, si servì della collaborazione di artisti suoi contemporanei per aggiornare il repertorio del balletto. In Parade di Erik Satie fu Pablo Picasso a realizzare, oltre ai costumi e alle scene, un grandioso sipario; in Pulcinella fu ancora Picasso a disegnare i costumi e le scene; in particolare, Djagilev riuscì a far realizzare al pittore un fondale dai colori mediterranei contrastando il suo progetto originale d'avanguardia. In Feu d'artifice, del 1917, commissionò a Giacomo Balla le scenografie in stile futurista. 

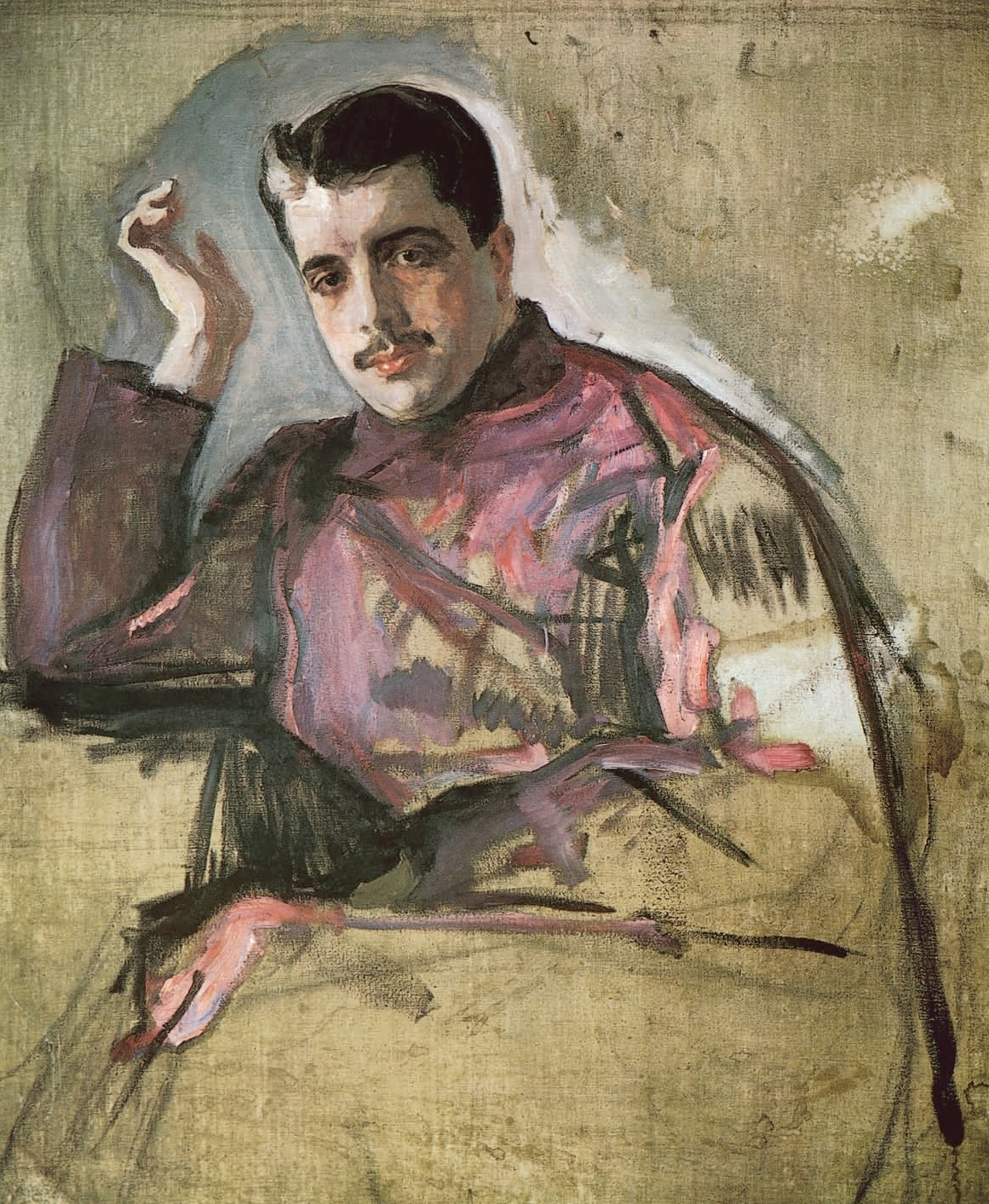
Sergej Djagilev (1872-1929) ritratto da Valentin Aleksandrovič Serov

Nel 1906 affidò all'artista russa Natal'ja Gončarova, che si farà così conoscere a livello internazionale, il compito di curare la sezione russa del Salon d'Automne al Grand Palais di Parigi.
Dal 1917 collaborarono con i Balletti russi artisti come: André Derain, Henri Matisse, Juan Gris, Georges Braque, Maurice Utrillo, Max Ernst, Joan Miró e Pierre Bonnard.
Nel 1927 venne messo in scena Le Bal di Vittorio Rieti, su scene e costumi di Giorgio de Chirico (quindici acquerelli che oggi appartengono al Wadsworth Atheneum di Hartford). Gerges Rouault, cura i costumi e le scene de Il figliol prodigo di Sergej Prokof'ev nel 1929.

### Novità musicali
Djagilev è stato un pioniere nel coinvolgere compositori facendo adattare gli stili musicali del primo Novecento al balletto moderno senza preoccuparsi di suscitare scandalo o indifferenza. Celebri sono rimaste le prime de Il pomeriggio di un fauno di Debussy del 1912 e soprattutto de La sagra della primavera di Stravinskij nel 1913, realizzazioni che suscitarono scalpore e reazioni furibonde. Contribuì in modo determinante al superamento del balletto romantico, conciliando più forme d'arte e collaborando con gli artisti più innovativi in ogni campo.

## Gli ultimi anni

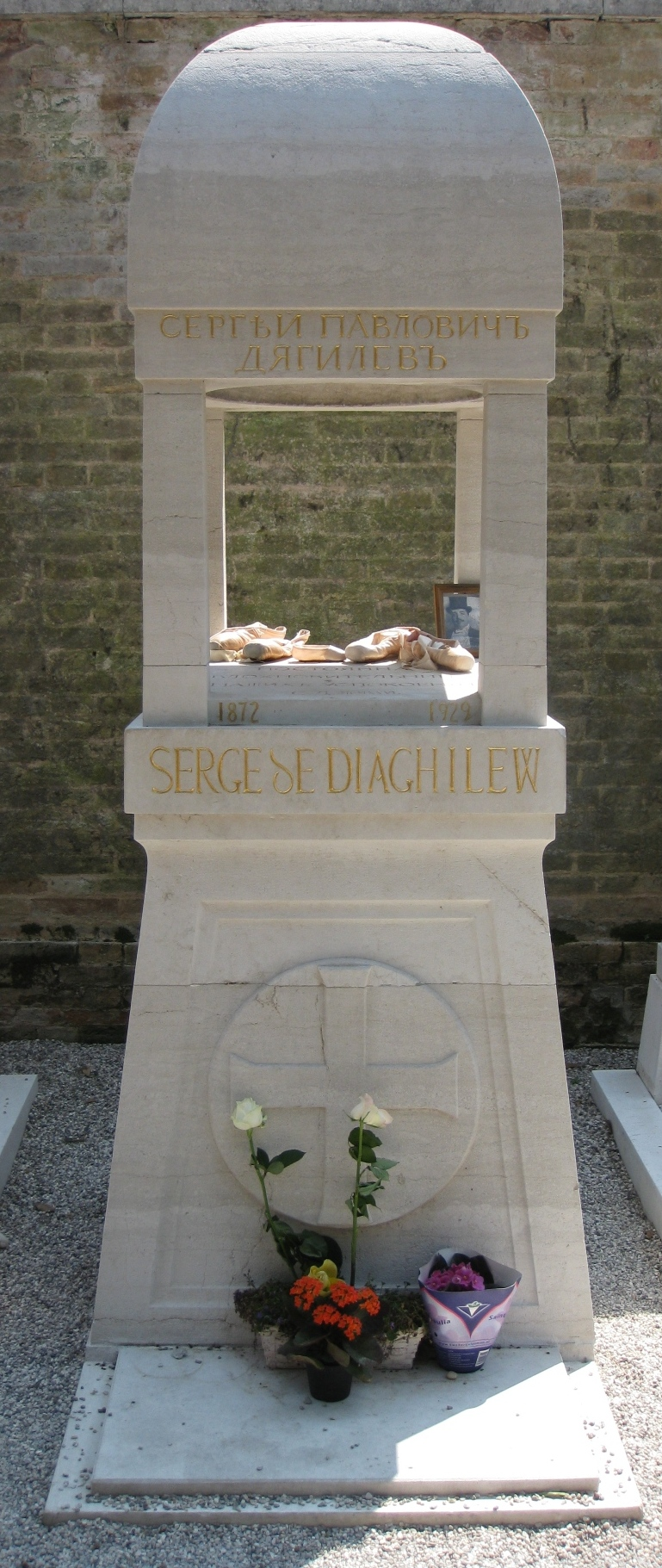
La tomba di Djagilev al cimitero di San Michele a Venezia

Gli ultimi anni dei Balletti russi ebbero raramente il successo incondizionato delle prime stagioni. Djagilev morì il 19 agosto 1929 all'Hotel des Bains al Lido di Venezia per complicazioni dovute al diabete da cui era affetto e venne sepolto nel settore ortodosso del cimitero monumentale dell'isola di San Michele. Coco Chanel, sua amica, si occupò di tutte le spese delle esequie. La compagnia di danza si sciolse; il suo repertorio venne portato nel mondo da alcuni ballerini: George Balanchine e Ruth Page negli Stati Uniti, Ninette de Valois e Marie Rambert in Gran Bretagna, Serge Lifar a Parigi presso l'Opéra.